# Тэпис
Тэпис, Тапис, PM309 (англ. Tapis) - нефтегазовое месторождение на востоке от полуострова Малакка Малайзии. Открыто в 1970 году.
Нефтегазоносность относится к отложениям времён миоцена и олигоцена. Газовые и нефтяные залежи находятся на глубине 600—1300 м.
Начальные запасы нефти оцениваются в 1 млрд. баррелей или 160 млн. тонн. Малайзийская нефть Таписа используется как эталонная марка для нефтедобывающей зоны Юго-Восточной Азии.
Оператором месторождения является малайзийская нефтяная компания Petronas.